# Honigsmund-Hamberg
Die Grube Honigsmund-Hamberg war ein Verbundbergwerk bei Gosenbach, einem Stadtteil von Siegen in Nordrhein-Westfalen. Es entstand zwischen 1880 und 1885 aus den zwei Gruben Honigsmund und Hamberg.

## Gangmittel
Das Gangmittel Honigsmund war auf der 105-m-Sohle 200 m lang und 5,8 m mächtig. Junger Hamberg und Weide hatte eine Länge von 151 m und war 1–1,5 m mächtig, der Gang Hamberger und Kornzecher Mittel war bis zu 330 m lang und hatte eine Mächtigkeit von 3,8 m.

## Geschichte

### Honigsmund
Die Grube Honigsmund wurde 1482 erstmals erwähnt. Sie bestand aus einer Konsolidation aus neun einzelnen Grubenfeldern. 1743 wurden alten Angaben zufolge knapp 10,8 t Kupfererz gefördert.

### Hamberg
Die Grube Hamberg wurde bereits im Jahr 1417 erstmals erwähnt. Tiefbau wurde ab 1866 betrieben. Der angelegte Schacht erreichte die erste Sohle bei 25 m Teufe.

### Verbund
Der Verbund entstand zwischen 1880 und 1885 und hatte Anschluss an die Storch & Schöneberger Grubenbahn. 1885 förderten 416 Belegschaftsmitglieder insgesamt 48.417 t Spateisenstein. Im selben Jahr wurde der Kaiserin-Augusta-Schacht angelegt. Der Schacht erreichte eine Teufe von 650 m, die Gesamtteufe der Grube lag bei 800 m. Am 1. Januar 1911 wurde die Grube von der benachbarten Grube Storch & Schöneberg übernommen. Bis 1919 wurde aus dem Schacht gefördert, ab dann von Storch aus. 1942 wurde der Betrieb ganz eingestellt.

### Konsolidationen
Eine Konsolidation der Grube Hamberg bestand mit der Grube Kornzeche in Gosenbach. Durch den Tiefen Kornzecher Stollen wurde das Gangmittel angetroffen, auf dem auch die Grube Hamberg baute.